# Seleção da Sérvia de Hóquei no Gelo
A Seleção da Sérvia de Hóquei no gelo representa a Sérvia nas competições oficiais da FIHG.